# 베토벤 2
《베토벤 2》(영어: Beethoven's 2nd)는 미국에서 제작된 로드 대니얼 감독의 1993년 가족 코미디 영화이다. 《베토벤》(1992)의 속편이다. 전편에 이어 찰스 그로딘, 보니 헌트, 니콜 톰, 크리스토퍼 캐스틸, 세라 로즈 카가 세인트 버나드 베토벤을 키우는 뉴턴 가족 역으로 출연하였고, 마이클 C. 그로스 등이 제작에 참여하였다. 대니 매스터슨의 영화 데뷔작이다.
속편 《베토벤 3》(2000)으로 이어진다.

## 줄거리
뉴턴 가족이 키우는 세인트 버나드 베토벤은 몰래 밖으로 빠져나갔다가 역시 세인트 버나드인 미시를 만나 사랑에 빠지고 둘 사이에서 강아지 네 마리가 태어난다. 미시의 주인 리지나는 이 강아지들을 익사시키려다가 순종견이 비싸게 팔린다는 걸 알게 되자 마음을 바꿔 애완동물 가게에 팔아 치우기로 한다.
이 사실을 알게 된 뉴턴가 아이들은 강아지들이 팔려 나가기 전에 몰래 리지나의 콘도미니엄에 숨어들어 강아지들을 빼돌리고 뉴턴가 집 지하실에 숨긴다. 그러나 뉴턴 가족은 후에 개들을 데리고 군 박람회에 놀러갔다가 우연히 리지나를 마주친다. 리지나는 이번만큼은 강아지들을 놓아줄 생각이 없다.

## 출연진
- 찰스 그로딘 - 조지 뉴턴 역
- 보니 헌트 - 앨리스 뉴턴 역
- 니콜 톰 - 라이스 뉴턴 역
- 크리스토퍼 캐스틸 - 테드 뉴턴 역
- 세라 로즈 카 - 에밀리 뉴턴 역
- 데비 메이자 - 리지나 역
- 크리스 펜 - 플로이드 역
- 애슐리 해밀턴 - 테일러 데버로 역
- 대니 매스터슨 - 세스 역
- 캐서린 라이트먼 - 제이니 역
- 모리 체이킨 - 클리프 클레이머스 역
- 헤더 매콤 - 미셸 역
- 스콧 워라 - 은행원 역
- 제프 코리 - 거스 역
- 버지니아 케이퍼스 - 린다 앤더슨 역
- 케빈 던 - 브릴로 역

## 기타 제작진
- 공동 제작: 고든 A. 웨브
- 미술: 로런스 밀러
- 의상: 에이프릴 페리

## 우리말 녹음
KBS 성우진 (1997년 11월 22일)
- 이윤선 - 조지(찰스 그로딘)
- 손정아 - 앨리스(보니 헌트)
- 김일 - 세스(대니 매스터슨)
- 이재용 - 플로이드(크리스 펜)
- 이진화 - 리지나(데비 메이자)
- 강미형
- 유동현
- 정옥주
- 김정주
- 이연승
- 한호웅
- 배정미
- 손선근